# مجید غلام‌نژاد
مجید غلام‌نژاد (زاده ۲۸ خرداد ۱۳۶۲ – درگذشته ۲۳ شهریور ۱۳۹۷) بازیکن فوتبال ایرانی بود که در پست دفاع راست بازی می‌کرد.

## دعوت به تیم ملی
در یکم فروردین ماه سال ۱۳۸۷ در دیدار دوستانه با بحرین ،علی دایی برای اولین بار هدایت تیم ملی را برعهده گرفت و مجیدغلام نژاد نیز نخستین دیدار ملی خود را انجام داد او ۱۷ بازی ملی انجام داد ولی در حدود یک سالی که در تیم  ملی حضور داشت مهره غیرقابل اغماض تیم بود و از اولین  تا آخرین دیدار ملی (۲۲ اسفند ۱۳۸۳ برابر کنیا ) از ۲۳ بازی برگزار شده در ۱۷ مسابقه حاضر بود
قهرمانی در رقابت های غرب آسیا در سال ۲۰۰۸ مهمترین افتخار ملی غلام نژاد است این آخرین جام بین المللی است که تیم ملی موفق به فتح آن شده است.
وی در سال ۱۳۸۷ توسط علی دایی سرمربی وقت تیم ملی فوتبال مردان ایران به این تیم دعوت شد و اولین بازی ملی خود را انجام داد.
تک گل ملی مجیدغلام نژاد مقابل سنگاپور دقیقه ۴۳ به ثمر رسید تا مقدمه ای بر پیروزی پرگل ۶ بر صفر ایران باشد.

## پیوستن به استقلال
مجید غلام‌نژاد در آذر ۱۳۹۲ با قراردادی ۱۸ ماهه به تیم استقلال تهران پیوست. وی اولین بازی خود با پیراهن استقلال را در برابر تیم کاسپین قزوین انجام داد.

## درگذشت
مجید غلام‌نژاد در ۲۳ شهریور ۱۳۹۷ در سن ۳۵ سالگی به‌دلیل غرق‌شدن در رودخانه‌ای در روستای هماگ در حوالی بندرعباس درگذشت.

## افتخارات
- قهرمانی لیگ برتر خلیج فارس ۸۶-۱۳۸۵ به همراه سایپا تهران
- قهرمانی مسابقات فوتبال غرب آسیا ۲۰۰۸ به همراه تیم ملی فوتبال ایران
- نیمه نهایی لیگ قهرمانان آسیا ۲۰۱۳ به همراه استقلال تهران
- نیمه نهایی جام حذفی فوتبال ایران ۹۳–۱۳۹۲ به همراه استقلال تهران

فردی
- جایزه بازیکن اخلاق هفته در بازی استقلال-سایپا [۳]